# Aranyalbum (Bikini-album)
Az Aranyalbum a Bikini együttes 1996-ban megjelent válogatáslemeze. A zenekar visszatérése előttre időzítve került kiadásra, és a legnagyobb slágereiket tartalmazza. Néhány dalt újrafelvettek és így kerültek fel a lemezre - később már ezekben a változatokban váltak közismertté.

## Számok listája
| #  | Cím                                | Szerző                                                            | Albumról                      | Hossz |
| -- | ---------------------------------- | ----------------------------------------------------------------- | ----------------------------- | ----- |
| 1  | Indokolatlan jókedv                | Nagy Feró - Trunkos András                                        | Ezt nem tudom másképp mondani | 2:42  |
| 2  | Őszinte szerelem                   | Nagy Feró - Trunkos András                                        | Ezt nem tudom másképp mondani | 3:49  |
| 3  | Mielőtt elmegyek (új)              | Nagy Feró - Trunkos András                                        | Ezt nem tudom másképp mondani | 3:46  |
| 4  | Ezt nem tudom másképp mondani (új) | Nagy Feró - Trunkos András                                        | Ezt nem tudom másképp mondani | 4:49  |
| 5  | Lóhere                             | Németh Alajos - Nagy Feró                                         | Mondd el                      | 3:26  |
| 6  | Fagyi                              | Németh Alajos - Nagy Feró                                         | Mondd el                      | 2:42  |
| 7  | Megüssem vagy ne üssem             | Németh Alajos - Nagy Feró                                         | Mondd el                      | 3:32  |
| 8  | Nehéz a dolga                      | Németh Alajos - Nagy Feró                                         | Mondd el                      | 3:20  |
| 9  | Ha volna még időm                  | Márkus József - Németh Alajos                                     | Ha volna még időm             | 5:19  |
| 10 | Ne legyek áruló                    | Dévényi Ádám - Németh Alajos                                      | Ha volna még időm             | 3:42  |
| 11 | Adj helyet                         | Dévényi Ádám - Trunkos András - Tóth Miklós                       | Mondd el                      | 3:32  |
| 12 | Legyek jó                          | Nagy Feró - Németh Alajos - Vedres József                         | Ha volna még időm             | 3:17  |
| 13 | A férfi megy, a nő marad           | Dévényi Ádám - Németh Alajos - Márkus József                      | Közeli helyeken               | 3:57  |
| 14 | Ne ébressz fel                     | Dévényi Ádám - Németh Alajos                                      | Közeli helyeken               | 3:37  |
| 15 | Temesvári vasárnap (új)            | Daczi Zsolt                                                       | Temesvári vasárnap            | 5:19  |
| 16 | Olcsó vigasz (új)                  | Hirleman Bertalan - Németh Alajos                                 | A sötétebbik oldal            | 4:15  |
| 17 | Közeli helyeken                    | Dévényi Ádám - Németh Alajos                                      | Közeli helyeken               | 4:02  |
| 18 | Ki visz haza (új)                  | Hirleman Bertalan - Angyal Tivadar - Németh Alajos - Dévényi Ádám | A sötétebbik oldal            | 3:42  |
| 19 | Veri az élet (új)                  | Németh Alajos                                                     | Izzik a tavaszi délután       | 3:46  |